# Josef Andreas Jungmann
Pour les articles homonymes, voir Jungmann.
Josef Andreas Jungmann, né le 16 novembre 1889 à Campo Tures dans la province de Bolzano (Italie) et mort le 26 janvier 1975 à Innsbruck (Autriche), est un prêtre jésuite autrichien. Liturgiste et expert au concile Vatican II il était professeur de théologie et liturgie à l'université d'Innsbruck.

## Biographie
Le jeune Joseph étudie au petit séminaire de Bressanone (Italie) de 1901 à 1909 avant d'entreprendre la théologie au grand séminaire de son diocèse (1909-1913). Il est ordonné prêtre le 27 juillet 1913 à Innsbruck.
Après quelques années de service pastoral comme vicaire dans les paroisses de Niedervintl (1913-1915) et de Gossensass (1915-1917) il entre au noviciat de la Compagnie de Jésus le 23 septembre 1917, à St Andrä en Carinthie (Autriche). 
En 1918 il se trouve au théologat jésuite d'Innsbruck pour y compléter sa formation philosophico-théologique, qu'il termine avec le diplôme de docteur en théologie (1923). De 1923 à 1925 il passe deux années supplémentaires d'études pédagogiques à Munich et Vienne.

## Carrière
En 1948 il publie un livre, 'Missarum Solemnia, qui fait date dans le domaine de l'histoire du rite liturgique romain de l'Église catholique, montrant, entre autres choses que le rite romain a subi de fréquents changements au cours des siècles et n'est pas aussi immuable que ne veulent faire croire certains. Cela permet la réexamination de certaines positions traditionnelles. Jungmann fut ainsi un des théoriciens les plus importants du Mouvement liturgique et un grand artisan de la réforme liturgique du Concile Vatican II auquel il participa comme 'peritus'. Il a ouvert un courant théologique appelé la théologie kérygmatique, en lien notamment avec le jésuite Hugo Rahner.

## Publications
En langue française
- Catéchèse, éditions Lumen Vitae, Bruxelles, 1954, traduit de l’allemand : Katechetik. Aufgabe und Methode der religiösen Unterweisung, Fribourg-en-Brisgau et Vienne, herder, 1953.
- Missarum Sollemnia. Explication génétique de la messe romaine. Trad. revue et mise à jour d’après la 3e éd. allemande. Paris 1952–1956 (collection Théologie 19-21).
- Histoire de la prière chrétienne, Fayard, 1972

En langue allemande
- Die Frohbotschaft und unsere Glaubensverkündigung. Pustet, Regensburg 1936
- Die liturgische Feier. Pustet, Regensburg 1939
- Christus als Mittelpunkt religiöser Erziehung. Herder, Freiburg i. B. 1939
- Gewordene Liturgie. Rauch, Innsbruck 1941
- Die Eucharistie. Herder, Wien 1946
- Missarum Sollemnia. Eine genetische Erklärung der römischen Messe. 2 Bände. 1. Aufl. Wien 1948; 5. Aufl. Nova & Vetera, Bonn 1962,  (ISBN 3-936741-13-1)
- Liturgie der christlichen Frühzeit bis auf Gregor den Grossen. Univ., Freiburg/Schweiz 1967